# KaiserWerft
Die KaiserWerft ist eine aus der Kaiserwerft in Saal an der Donau hervorgegangene Bootswerft.

## Geschichte
Die Kaiserwerft entstand 2003 aus dem insolventen Unternehmen PR Marine von Peter Rammelmayr. Das Unternehmen, ein Hersteller von Luxus-Motoryachten, hatte etwa 150 Mitarbeiter.
Von 2003 bis 2008 war Zahid Vohra, ein Inder mit britischer Staatsangehörigkeit, Inhaber des Unternehmens. Er hatte die Reste der früheren Firma aufgekauft und lieferte zusammen mit dem Werftleiter Erwin Schmid einige Superyachten wie die Catwalk, C’est La Vie und die Ocean Of Love aus. Diese Yachten mit GFK-Rümpfen fanden internationale Anerkennung.
Die Kaiserwerft galt als eine der exklusivsten in ihrer Branche. Auf der Branchenausstellung Boot stellte die Kaiserwerft 2006 mit der Catwalk die größte jemals in einer Halle gezeigte Yacht aus. Eine Besonderheit des Unternehmens war, dass es nach eigenen Angaben, abgesehen von großen Zulieferteilen wie den Motoren, alle Teile selbst in Deutschland fertigte oder aus Deutschland bezog.
Am 24. November 2008 meldete die Kaiserwerft beim Regensburger Amtsgericht Insolvenz an. Mit der Insolvenzverwaltung wurde der Anwalt Joachim Exner – eine auf Insolvenzen spezialisierte Kanzlei aus Regensburg – betraut. Das Insolvenzverfahren begann am 1. Dezember 2008. Anfang März 2009 kam das endgültige Aus für die Werft, da sich kein Investor fand, der das insolvente Unternehmen übernehmen wollte.
Ein Investor kaufte aus der Insolvenzmasse nicht nur Werkzeug und Material, sondern auch Formen und Namensrechte bei der Versteigerung der KaiserWerft auf. Auch entstand eine neue KaiserWerft, die zurzeit als eine Schweizer Holding firmiert. Zu dieser Gruppe gehören Standorte in Rostock, Istanbul und Dubai.